# Montagnieu (Isère)
Montagnieu ist eine französische Gemeinde mit 1.171 Einwohnern (Stand: 1. Januar 2022) im Département Isère in der Region Auvergne-Rhône-Alpes. La Chapelle-de-la-Tour gehört zum Arrondissement La Tour-du-Pin und zum Kanton La Tour-du-Pin. Die Einwohner werden Montagnards genannt.

## Geographie
Montagnieu liegt etwa 60 Kilometer südöstlich von Lyon. An der westlichen Gemeindegrenze verläuft das Flüsschen Hien. Umgeben wird Montagnieu von den Nachbargemeinden Sainte-Blandine im Norden, Saint-Didier-de-la-Tour im Osten und Nordosten, Chélieu im Süden und Südosten, Doissin im Süden und Südwesten sowie Torchefelon im Westen.

## Bevölkerungsentwicklung
| Jahr                       | 1962 | 1968 | 1975 | 1982 | 1990 | 1999 | 2006 | 2013 |
| -------------------------- | ---- | ---- | ---- | ---- | ---- | ---- | ---- | ---- |
| Einwohner                  | 554  | 530  | 482  | 562  | 653  | 701  | 804  | 980  |
| Quellen: Cassini und INSEE |      |      |      |      |      |      |      |      |

## Sehenswürdigkeiten
- Kirche
- Schloss Le Châtelard aus dem 14. Jahrhundert, Umbauten aus dem 17. Jahrhundert, seit 1989 Monument historique
- Schloss Marlieu
- Brücke Sainte Marguerite Mion